# Havmyren
Havmyren este o arie protejată (arie specială de conservare — SAC, sit de importanță comunitară — SCI) din Suedia întinsă pe o suprafață de 454,5 ha, integral pe uscat.

## Localizare
Centrul sitului Havmyren este situat la coordonatele 62°41′14″N 15°10′17″E / 62.6872°N 15.1714°E.

## Înființare
Situl Havmyren a fost declarat sit de importanță comunitară în mai 2006 pentru a proteja 2 specii de animale. Situl a fost protejat și ca arie specială de conservare în ianuarie 2014.

## Biodiversitate
Situată în ecoregiunea boreală, aria protejată conține 5 habitate naturale: Mlaștini împădurite, Turbării Aapa, Taiga vestică, Păduri caducifoliate de mlaștină fino-scandinave, Mlaștini alcaline.
La baza desemnării sitului se află mai multe specii protejate de  nevertebrate (2): Stephanopachys linearis, Stephanopachys substriatus.